# Kathryn Prescott
Kathryn "Kat" Prescott (Southgate, 4 juni 1991) is een Britse actrice. Ze is vooral bekend in de rol van  Emily Fitch in het Britse tienerdrama Skins.

## Filmografie
| Jaar      | Film                        | Rol               | Opmerkingen               |
| --------- | --------------------------- | ----------------- | ------------------------- |
| 2014-2015 | Finding Carter              | Carter Stevens    | Tv-serie                  |
| 2013      | Reign                       | Penelope          | Tv-serie                  |
| 2013      | Being Human                 | Natasha Miles     | Tv-serie                  |
| 2012      | Casualty                    | Ruby              | Tv-serie                  |
| 2012      | Triptych                    | Kate              | Hoofdrol                  |
| 2011      | Counting Backwards          | Kelly             | Kortfilm                  |
| 2011      | Lee Nelson's Well Good Show | Zwanger meisje    | Tv-serie, aflevering 2x02 |
| 2011      | Lethal                      | Michelle          | Hoofdrol                  |
| 2011      | Monroe                      | Jennifer          | Tv-serie, aflevering 1x04 |
| 2009–2010 | Skins                       | Emily Fitch       |                           |
| 2010      | Goth                        | Katie             | Pilot                     |
| 2019      | A Dog's Journey             | CJ - Clarity June | Hoofdrol                  |

- Library of Congress Control Number: no2019081133
- Nationale Bibliotheek van Tsjechië: xx0251409
- Virtual International Authority File: 6490156133216458430003
- WorldCat: E39PBJgxpRxXqhTGXxXfTjtVG3